# 天津憂
天津 憂（あまつ ゆう）は、日本のファッションデザイナー、クリエイティブディレクター。

## 経歴
2002年よりフリーの衣裳デザイナーを経て、単身New Yorkへ
2006~2010New York コレクションブランドにて、メインパタンメーカー、デザイナー勤める。 
同時期にコスチュームデザイナーとして、Patti Smith, Flo RidaなどPVの衣装担当。 
A DEGREE FAHRENHEITの名でプレタポルテ東京コレクションデビュー。
2014年、Hanae Mori manuscritのデザイナーに就任。
2016年、HANAE MORI クリエイティブディレクターに就任
ヘッドドレス3D プリンター作品で内閣総理大臣賞 受賞
デジタルパターンメイキングで経済産業大臣賞　受賞。
2019年 G20 Osaka KABUKI演出担当
2019年 W杯 ラグビーJAPAN大会で開会式の衣装担当
2019年より衣類を含むライフスタイルのデザインに重き置き活動
レストラン、ホテルのリブランディング、イベントなど企画運営展開